# Neowerdomannia
 Neowerdomannia é um gênero botânico da família cactaceae..